# Jordan Lukaku
Jordan Lukaku Bolingoli (Antuérpia, 25 de julho de 1994) é um futebolista belga que atua como lateral esquerdo. Atualmente está sem clube.
É irmão do também jogador, Romelu Lukaku.

## Carreira
Lukaku começou a carreira no Anderlecht.

## Títulos
Anderlecht
- Supercopa da Bélgica: 2013[2]

Lazio
- Copa da Itália: 2018–19
- Supercopa da Italia: 2017